# Triatlon op de Gemenebestspelen 2006
Triatlon is een van de olympische sporten die werden beoefend tijdens de Gemenebestspelen 2006.
Zowel de wedstrijd bij de mannen als bij de vrouwen vond plaats op 18 maart 2006 en ging over de olympische afstand (1500 m zwemmen, 40 km fietsen en 10 km hardlopen) volgens de regels van de ITU.

## Mannen
18 maart 2006 om 13:00
| rang   | naam                     | land | tijd       |
| ------ | ------------------------ | ---- | ---------- |
| Goud   | Brad Kahlefeldt          | AUS  | 1:49:16.33 |
| Zilver | Bevan Docherty           | NZL  | + 10.11    |
| Brons  | Peter Robertson          | AUS  | + 16.03    |
| 4      | Tim Don                  | ENG  | + 21.74    |
| 5      | Kris Gemmell             | NZL  | + 53.77    |
| 6      | Hamish Carter            | NZL  | + 1:19.52  |
| 7      | William Roger Clarke     | ENG  | + 1:26.65  |
| 8      | Paul Tichelaar           | CAN  | + 1:35.56  |
| 9      | Stuart Hayes             | ENG  | + 1:36.85  |
| 10     | Hendrik de Villiers      | RSA  | + 1:37.63  |
| 11     | Simon Thompson           | AUS  | + 1:59.61  |
| 12     | Brent McMahon            | CAN  | + 2:34.47  |
| 13     | Brad David Storm         | RSA  | + 3:19.64  |
| 14     | Marc Jenkins             | WAL  | + 4:24.33  |
| 15     | Gavin Noble              | NIR  | + 5:09.22  |
| 16     | Colin Jenkins            | CAN  | + 6:50.80  |
| 17     | Brian Michael Campbell   | NIR  | + 10:18.66 |
| 18     | Ian Andrew Le Pelley     | GUE  | + 14:20.65 |
| 19     | Timothy Rogers           | JER  | + 16:09.26 |
| 20     | Damian Christian Thacker | GUE  | + 16:28.57 |

## Vrouwen
18 maart 2006 om 09:00
| rang   | naam                       | land | tijd       |
| ------ | -------------------------- | ---- | ---------- |
| Goud   | Emma Snowsill              | AUS  | 1:58:02.60 |
| Zilver | Samantha Warriner          | NZL  | + 36.26    |
| Brons  | Andrea Hewitt              | NZL  | + 43.48    |
| 4      | Debbie Stella Tanner       | NZL  | + 44.04    |
| 5      | Annabel Luxford            | AUS  | + 1:16.97  |
| 6      | Elizabeth Julia Blatchford | ENG  | + 1:27.81  |
| 7      | Andrea Whitcombe           | ENG  | + 2:09.20  |
| 8      | Flora Jane Duffy           | BER  | + 2:32.53  |
| 9      | Jill Savege                | CAN  | + 2:52.34  |
| 10     | Julie Claire Dibens        | ENG  | + 2:59.56  |
| 11     | Anneliese Heard            | WAL  | + 4:02.62  |
| 12     | Suzanne Weckend            | CAN  | + 4:15.62  |
| 13     | Leanda Rosemaire Cave      | WAL  | + 4:25.97  |
| 14     | Felicity Abram             | AUS  | + 5:21.54  |
| 15     | Catriona Anne Morrison     | SCO  | + 6:27.51  |
| 16     | Kate Roberts               | RSA  | + 6:44.81  |
| 17     | Helen Rebecca Tucker       | WAL  | + 7:27.65  |
| 18     | Kerry Jeanetta Lang        | SCO  | + 8:14.32  |
| 19     | Gillian Kornell            | CAN  | + 8:41.29  |
| 20     | Samantha Lesley Herridge   | GUE  | + 10:08.31 |

## Medaillespiegel
| rang | land          | goud | zilver | brons | totaal |
| ---- | ------------- | ---- | ------ | ----- | ------ |
| 1    | Australië     | 2    | 0      | 1     | 3      |
| 2    | Nieuw-Zeeland | 0    | 2      | 1     | 3      |

Atletiek · Badminton · Basketbal · Boksen · Bowls · Gewichtheffen · Hockey · Mountainbike · Netball · Ritmische gymnastiek · Rugby Sevens · Schietsport · Schoonspringen · Squash · Synchroonzwemmen · Tafeltennis · Triatlon · Turnen · Wielersport (baan · weg) · Zwemmen
Sjabloon:Navigatie Triatlon op de Gemenebestspelen